# Tomáš Šmíd
Tomáš Šmíd (ur. 20 maja 1956 w Pilźnie) – czechosłowacki tenisista, zwycięzca US Open 1984 i French Open 1986 w grze podwójnej, zdobywca Pucharu Davisa, lider rankingu deblowego.

## Kariera tenisowa
Zawodowym tenisistą Šmíd był w latach 1976–1992.
W grze pojedynczej wygrał 8 turniejów rangi ATP World Tour.
W grze podwójnej triumfował w 2 wielkoszlemowych turniejach, US Open 1984 i French Open 1986 w obu imprezach startując z Johnem Fitzgeraldem. Wspólnie z Pavlem Složilem osiągnął finał French Open 1984. Łącznie w konkurencji debla Šmíd jest zwycięzcą 56 turniejów ATP World Tour.
Šmíd w latach 1977–1989 reprezentował Czechosłowację w Pucharze Davisa. Bilans zawodnika w singlu wynosi 20 zwycięstw i 10 porażek, natomiast w deblu 22 wygrane i 15 przegranych. W 1980 był w składzie zespołu, który wygrał trofeum w finale pokonując 4:1 Włochy. Šmíd pokonał w otwierającym rywalizację meczu Adriano Panattę, a potem w deblu razem z Ivanem Lendlem parę Paolo Bertolucci–Adriano Panatta. Triumf debla Šmíd–Lendl zapewnił Czechosłowakom końcowe zwycięstwo w turnieju.
W rankingu gry pojedynczej Šmíd najwyżej był na 11. miejscu (16 lipca 1984), a w klasyfikacji gry podwójnej na pozycji lidera (17 grudnia 1984). Na szczycie listy deblowej znajdował się przez 34 tygodnie.

### Finały w turniejach wielkoszlemowych

#### Gra podwójna (2–1)
| Końcowy wynik | Nr | Data            | Turniej            | Nawierzchnia | Partner         | Przeciwnicy                 | Wynik finału                 |
| ------------- | -- | --------------- | ------------------ | ------------ | --------------- | --------------------------- | ---------------------------- |
| Finalista     | 1. | 10 czerwca 1984 | French Open, Paryż | Ceglana      | Pavel Složil    | Henri Leconte Yannick Noah  | 4:6, 6:2, 6:3, 3:6, 2:6      |
| Zwycięzca     | 1. | 8 września 1984 | US Open, Nowy Jork | Twarda       | John Fitzgerald | Stefan Edberg Anders Järryd | 7:6(5), 6:3, 6:3             |
| Zwycięzca     | 2. | 7 czerwca 1986  | French Open, Paryż | Ceglana      | John Fitzgerald | Stefan Edberg Anders Järryd | 3:6, 6:4, 3:6, 7:6(4), 14:12 |